# انکار تغییر اقلیم

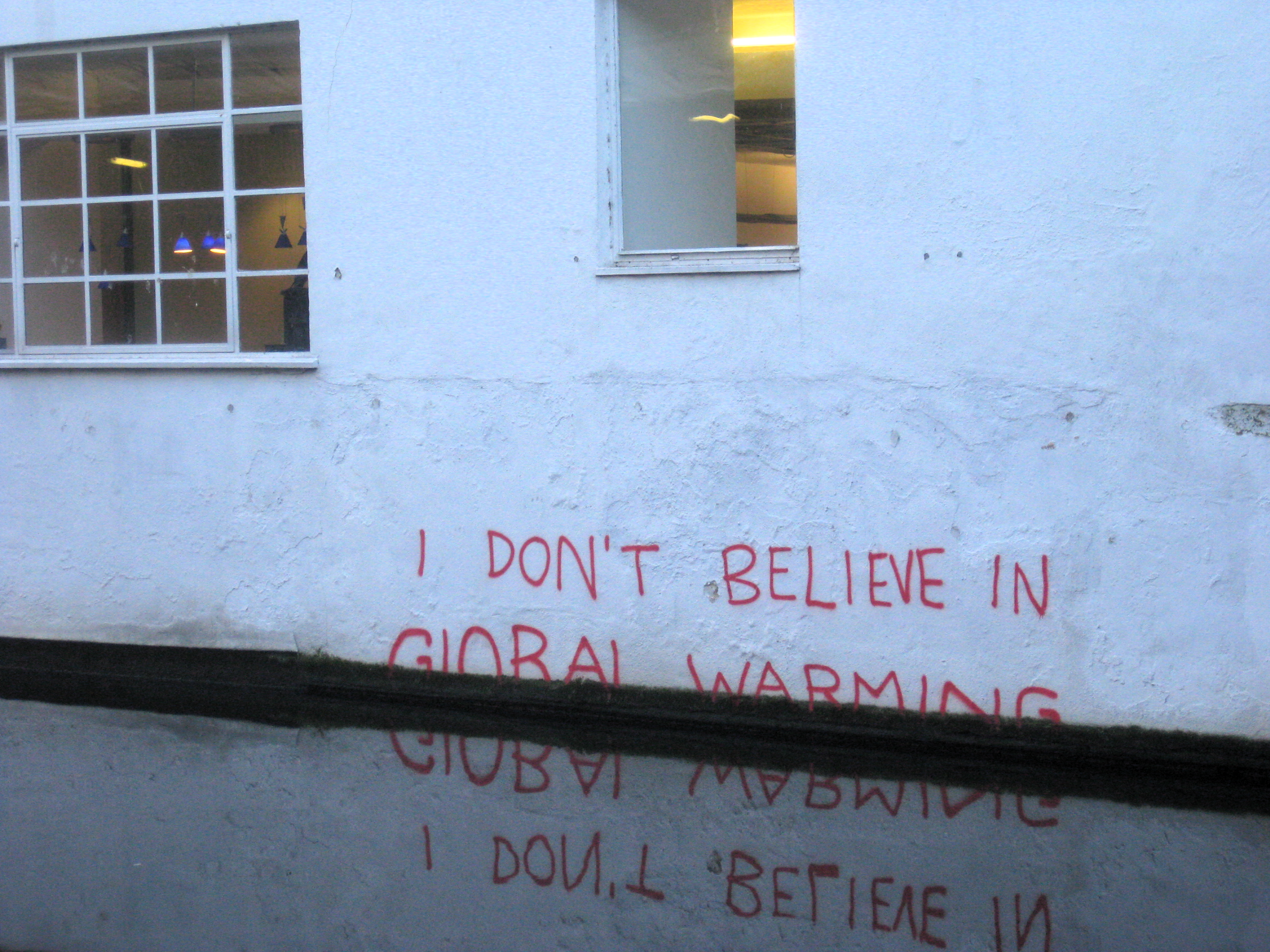
انکار تغییر اقلیمی

انکار تغییر اقلیمی یا انکار گرمایش جهانی، نوعی  انکارگرایی، بخشی از مجادله گرمایش جهانی است و شامل انکار، جدی نگرفتن، تشکیک بی جا یا دیدگاه‌های مخالف خوان می‌شود که از دیدگاه علمی در خصوص تغییرات اقلیمی که معتقد است دلیل آن اعمال انسان هاست، تأثیرات آن بر طبیعت و جامعه، یا احتمال سازگاری با گرمایش جهانی به وسیلهٔ کنش‌های انسانی، فاصله می‌گیرد. در حالی که دانشمندان فکر می‌کنند درست نیست به کسانی که گرمایش جهانی با منشأ انسانی را انکار می‌کنند اجازه داده شود قبای شکاکان را بر تن کنند؛ در عمل، این دو لفظ یک گستره‌ای از دیدگاه‌های پیوسته و دارای هم‌پوشانی را شکل می‌دهند و عموماً مشخصات مشابهی دارند: هر دو بیش و کم دیدگاه جریان اصلی علمی در خصوص تغییر اقلیم را نفی می‌کنند.»
مطالعه و بررسی مجموعه مجادلاتی که در مسیر محدود سازی آزبست صورت گرفت و چند دهه به طول انجامید و مقایسهٔ آن با تغییرات اقلیمی و توجه به تفاوت در مرتبهٔ بزرگی تاثیرات اقتصادی ایندو می‌تواند راهگشاو امید بخش باشد.

## کتابشناسی
- Dunlap, R. E. (2013). "Climate Change Skepticism and Denial: An Introduction" (PDF). American Behavioral Scientist. SAGE. 57 (6): 691–698. doi:10.1177/0002764213477097. Retrieved 27 May 2015.
- Timmer, John (16 December 2014). "Skeptics, deniers, and contrarians: The climate science label game". Ars Technica.